# Јарослав Јевдокимов
Јевдокимов, Јарослав Александрович (блр. Евдокимов Ярослав Олександрович; Ровно, СССР, 22. новембар 1946) народни је уметник Белорусије и заслужни уметник Руске Федерације.

## Биографија
Јарослав Александрович Јевдокимов родио се 22. новембра 1946, године у граду Ровно у Украјини.

Мајка Јарослава, Анастасија Харитонова Очеретович, је већ у својим двадесетим годинама осетила политичке репресалије у послератном СССР. Била је ухапшена и затворена у Ровенском затвору, где се и родио Јарослав. Да спаси сина од сигурне смрти, јер није могла сама да га храни, помогла јој је собна другарица Зина, жена ратног хероја, која је дојила и свог сина и Јарослава. Отац, Александар Игнатевич Јевдокимов,(Пермски краја, Красновишерског рејона), такође је био у немилости. Мајка је пред онима који су јој изрекли казну прогонства у један од рудника Норилска (Сибир), после само четири месеца од рођења, предала молог Јарослава, својим родитељима. Сина је следећи пут видела тек 1955 године, када је дошла са издржавања казне.

На Полесју, у селу Карист (Корецког рејона, Ровенске области), Јарослав је растао уз баку Јарину, тетку Ану и деду Харитона.

Велику улогу у развоју малог Јарославаје имао је деда Харитон, мајстор ковач и певач у црквеном хору, коме је унук помагао у занату и певању. Растући у таквом окружењу, Јарослав је упијао сву лепоту Украјинске природе и песме. После завршене основне школе, иако се већ испољио његов певачки таленат, Јарослав је уписао професионалну школу у Корецку 1964.

Војни рок (1965–1968), служио је у Северној флоти. Као дете „неподобних“ имао је и овде проблема, није смео да се налази на поверљивим објектима, па је редов Јевдокимов три године провео у грађевинској јединици. Ипак, његов глас му је обезбедио место четног певача. После демобилизације 1968, враћа се у родно село, а потом одлази у Дњепропетровск, у фабрику гума, где га за време ручка другови наговарају да им нешто отпева. Ватрени поглед једне Белорускиње га охрабрује, и уз прве солистичке кораке, рађа се љубав, крунисана браком и одласком у Белорусију.

Украјински певачки таленат, није имао музичо образовање. Ипак у Белорусији, каријера младог певача почиње да се креће узлазном путањом. На концерту под називом “Меморија“ Јарослав Јевдокимов се нашао на правом месту и времену. Међутим, после првих речи песме, гласом из дубине душе, Јарослав је на пречац освојио публику, будућа звезда је засијала. Пуно писама похвале, младом певачу, помогло је да Јевдокимов уз помоћ уметничке бригаде преломи и коначно упише музичку академију. Од 1975 Јарослав Јевдокимов је постао солиста Минске филхармоније.

Иако му је успех, растао од концерта до концерта, Јарослав Јевдокимов, је схватио да иако има природан таленат, да би постао „прави“ певач, мора да има школован глас, и почиње код Владимира Бучелеја да учи соло певање. Све три године (1977–1980) уз школовање, паралелно је наступао и као солиста Белоруског војног округа.

У част победе над фашизмом 9. маја, један од солиста свечаног концерта у Минску је и Јарослав Јевдокимов са песмом „Поља Сећања“. Концерту присуствује и први секретар ЦК Белорусије, Петар Машеров (и сам учесник рата, партизан). Машерова је толико одушевило извођење песме младог уметника, да је предложио да се Јевдокимову додели звање “Заслужни уметник Белоруске ССР“.

Вест о талентованом певачу из Минска, стигла је и до Москве. Олга Малчанова из централне телевизије је Јевдокимова представила у популарној емисији „Око света - хајде да певамо пријатељи". Од 1979 године Јарослав Јевдокимов добија лаурат конкурса “Са песмом за живот". Од тада, глас уметника се све чешће чуо у програмима свесавезног радија и телевизије, а истовремено по завршетку школе соло певања, Јевдокимов постаје и солиста у државном радију. Више пута у следећим годинама наступа на „Словенском базару"
у Витебску, као певач али и као члан жирија.

Певао је и у Француској, Немачкој, Пољској, Норвешкој, Швајцарској.

Албум „Све ће се десити" 1988, је прва у издању „Мелодије“, иако је име извођача већ и те како било познато милионском аудиторијуму СССР-а а и у иностранству. Певача слушаоци цене не само по предивној боји гласа, већ и по дубоком осећању за лепоту отпевану из срца. Јарослав Јевдокимов има иначе необичну боју гласа - лирски баритон у распону од две октаве. коме није проблем да прелази из тенора у бас, ипак су погрешили. Највећа љубав Јарослава Јевдокимова су биле и остале народна и компоновама музика. Све компоноване песме су постале шлагери у његовом извођењу.

У свом певачком стажу, сарађивао је са текстописцима Г.Буравкин, Н.Гилевич, В.Некляев, М.Ясень, Р.Рождественский, Л.Рубальская, А.Поперечный, В.Ветрова, Ю.Рибчинский, А.Демиденко. Као и са композиторима Е.Зарицкий, Л.Захлевний, О.Морозов, Б.Емельянов, В.Окороков, В.Добрынин, И.Матета, Г.Татарченко.

Од 2009 године Јарослав Јевдокимов је постао грађанин Руске Федерације.

## Награде
- Указом Президијума Белоруске ССР, од 17. априла 1980, Јевдокимову, је додељено звање “Заслужни уметник Белорусске ССР“.
- Указом Президијума Белоруске ССР, од 13. јула 1987, Јевдокимову је додељено звање “Народни уметник Белорусске ССР“.
- Указом председника Русске федерације, од 15. фебруара 2006 године, Јевдокимову је додељено звање “Заслужни уметник Русске Федерације“.

## Дискографија
- 1988 - Все сбудется
- 1994 - Не рви рубаху
- 2002 - Фантазер
- 2002 - Целую твою ладонь
- 2006 - За белою рекой
- 2008 - Ярослав Евдокимов и дуэт "Сладка ягода". Лучшие украинские и казачьи песни”.
- 2012 - Возвращение в осень

## Медиаархив
„Гама Казино (Gama Casino) : Официальный Сайт и Зеркало”. Архивирано из оригинала 14. 07. 2014. г. Приступљено 19. 01. 2015.;
;
„Гама Казино (Gama Casino) : Официальный Сайт и Зеркало”. Архивирано из оригинала 26. 03. 2014. г. Приступљено 19. 01. 2015.;
„Гама Казино (Gama Casino) : Официальный Сайт и Зеркало”. Архивирано из оригинала 14. 07. 2014. г. Приступљено 19. 01. 2015.;
„Гама Казино (Gama Casino) : Официальный Сайт и Зеркало”. Архивирано из оригинала 26. 03. 2014. г. Приступљено 19. 01. 2015.;
„Гама Казино (Gama Casino) : Официальный Сайт и Зеркало”. Архивирано из оригинала 14. 07. 2014. г. Приступљено 19. 01. 2015.;
„Гама Казино (Gama Casino) : Официальный Сайт и Зеркало”. Архивирано из оригинала 14. 07. 2014. г. Приступљено 19. 01. 2015.;
„Гама Казино (Gama Casino) : Официальный Сайт и Зеркало”. Архивирано из оригинала 14. 07. 2014. г. Приступљено 19. 01. 2015.;
;
;
;
;
„Заслуженный артист России Ярослав Евдокимов » Телекомпания СТВ Телевидение Северодвинска”. Архивирано из оригинала 13. 07. 2015. г. Приступљено 19. 01. 2015.;
;
;
;
;